# جنبش اشغال وال استریت

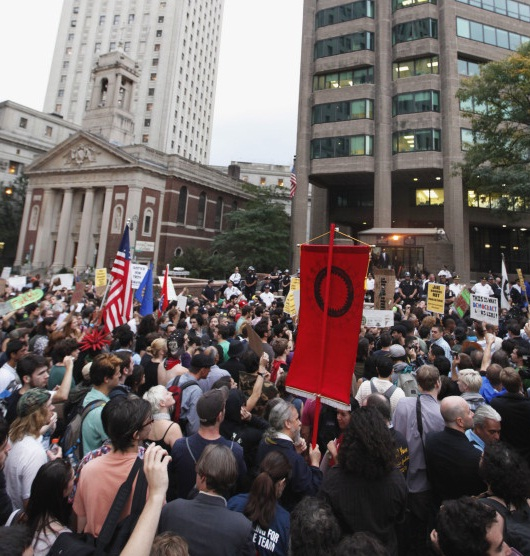
معترضان در پانزدهمین روز تصرف وال استریت

جنبش اشغال وال استریت عنوانی است در اشاره به اعتراض‌ها و گردهمایی‌های خیابانی که از تاریخ ۱۷ سپتامبر ۲۰۱۱ در وال استریت نیویورک آغاز شد و تا ۲۴ مارس ۲۰۱۲ در جریان بود. تصرف و اشغال وال استریت به وسیله گروه هکتیویسم انانیموس فراخوانده و صورت گرفته شده‌است. برخی این جنبش را با خیزش‌های مردمی بهار عربی به ویژه تجمعات میدان تحریر و انقلاب ۲۰۱۱ در مصر مقایسه می‌کنند. خواسته اشغال‌کنندگان وال استریت عمدتاً رفع نابرابری‌های اقتصادی، مبارزه با فرهنگ اقتصادی سرمایه‌داری و از بین بردن دسترسی و نفوذ دلالان شرکتی و غول‌های پولی در دولت آمریکا می‌باشد.
برخی از جوانان آمریکایی در خیابان وال استریت مقر بورس نیویورک در تاریخ ۱۷ سپتامبر در اعتراض به اوضاع وخیم اقتصادی و اختلاف طبقاتی آمریکا و سیاست کنونی این کشور دست به تظاهرات گسترده زدند.
در این تجمّع که آرام و بدون هیچ گونه ابراز خشونتی از سوی معترضان بوده، معترضان از مردم آمریکا می‌خواهند برای اعتراض به سیاست‌های دولت آمریکا، به آن‌ها بپیوندند.

## محل تجمع
معترضان در این تجمعات در پارک خصوصی «زوکوچی» در نیویورک، کمپی برای اقامت برقرار کردند که چند خیابان با بورس اوراق بهادار، واقع در ساختمان وال استریت فاصله دارد.

## دلیل اعتراضات
بررسی گفته‌های معترضان نشان می‌دهد که دلایل این اعتراضات، «طرح نجات بانک‌ها»، «بحران وام مسکن» و «اعدام تروی دیویس»، سیاهپوست آمریکایی است که در اکتبر همان سال، توسط دستگاه قضایی آمریکا اعدام شد.
معترضان معتقدند که مدل تجمع آنها، استقرار شبانه‌روزی در مقابل ساختمان وال استریت با هدف افزایش تعداد تظاهرات کنندگان و رسیدن به خواسته‌هایشان است و آن‌ها این مدل را از تظاهرات مصر و اسپانیا الهام گرفته‌اند.
این نوع اعتراضات در آمریکا «وال استریت را تسخیر کنیم» نام گرفته‌است.
در میان شعارهای تظاهرکنندگان جملاتی همانند "به کار بانک مرکزی پایان دهیم!"، "وقتی ثروتمندان پول فقرا را می‌دزدند، نام آن را معامله تجاری می‌گذارند!"، "وقتی فقرا از خود دفاع می‌کنند، نام آن خشونت گذاشته می‌شود!"، "وال استریت را نابود کنیم، پیش از آن که دنیا را نابود کند!" شنیده می‌شد.

## اقدامات پلیس
پلیس نیویورک در اقدامی تحصن کنندگان را به جرم مزاحمت در حرکت عبور و مرور و مقاومت در برابر پلیس دستگیر کرده‌است.
در آخرین آمارها پلیس نیویورک ۷۰۰ نفر را با این جرم دستگیر کرده‌است.

## در جلسات کنگره
در ۱۴ اکتبر ۲۰۱۱ میلادی هفت نفر از اعضای جنبش تسخیر وال استریت با حضور در یکی از جلسات کنگره آمریکا با قطع سخنان لئون پانه تآ وزیر دفاع آمریکا و سردادن شعار ضد جنگ، خواستار خروج نظامیان آمریکایی از عراق و افغانستان شدند. این معترضان با سروصدای خود بارها اظهارات لئون پانه تآ، وزیر دفاع آمریکا را در کمیته نیروهای مسلح مجلس نمایندگان آمریکا قطع کردند.
FOIA یکی از سازمان‌های فعال آزادی در آمریکا با مشارکت صندوق عدالت مدنی، اسنادی را به دست آورده‌اند که نشان می‌دهد اف‌بی‌آی کسانی را که سال گذشته در جنبش وال استریت حضور داشتند را «تروریسم داخلی» و تظاهرات را «فعالیت مجرمانه» خوانده‌است.
صندوق عدالت مدنی آمریکا که یک مرکز قانونی دولتی می‌باشد، ۱۱۲ صفحه از اسناد اقدامات اف‌بی‌آی را در معرض دید قرار داد که حاکی از فعالیت اف‌بی‌آی جهت نظارت بر جنبش‌هایی است که از این به بعد فعالیت‌های اینچنینی «مجرمانه و تروریستی» خوانده خواهد شد و با عاملان آن برخورد می‌شود.